# Ensayo sobre las costumbres y el Espíritu de las Naciones
Ensayo sobre las costumbres y el Espíritu de las Naciones, obra literaria escrita por el filósofo, abogado, historiador, poeta, y literato francés Voltaire en el año 1756.
A pesar de este título, realmente se trata sobre un libro de Historia Universal. En él se incluyen civilizaciones que no se habían incluido en los libros anteriores, dando su valoración sobre ellas. Su título completo es: Ensayo sobre la Historia General y sobre las Costumbres y el Espíritu de las Naciones y sobre los Principales Hechos desde Carlomagno hasta Luis XIII.

## Contenido
El libro empieza con los Carolingios, que es el momento en el que acaba la historia de Bossuet. Es esto una ironía, porque es un intento de cambiar la Teología de la historia. Es un libro sobre historia total, es decir, abarca numerosos aspectos, como los culturales, económicos o religiosos. Por eso podemos encontrar una interpretación materialista de la historia, ya que siempre trata de encontrar las causas de los acontecimientos en un origen material. Las Cruzadas tampoco obedecen a un impulso religioso según él, sino, ante todo, de carácter comercial.
El Ensayo sobre las costumbres no es una obra etnocéntrica, pero dedica poco espacio a las culturas que no son occidentales, de los 197 capítulos sólo unos pocos al principio, y otros pocos al final están dedicados a culturas no europeas, por ejemplo, se dedican dos capítulos del comienzo a China, y del final, dos a Turquía y otros dos a la India.
Voltaire incluye, de todos modos, estos capítulos al principio y al final. Esto se debe a que lo que sabía de estas culturas era poco, con lo que intenta poner de manifiesto que los conocimientos son menores, pero no menos importantes.

### Crítica religiosa
En su libro critica a la religión Católica, porque contribuye al fanatismo y a la intolerancia. Voltaire va a comparar a la religión Católica con otras religiones, y pondrá en evidencia que la católica es la peor. Voltaire considera que la mejor religión es el Confucianismo, porque promueve la tolerancia.

### Edición crítica
Una edición crítica del Essai sur les mœurs et l'esprit des nations en 9 volúmenes (6 de los cuales ya han sido publicados) se está preparando en la colección de las Œuvres complètes de Voltaire Archivado el 13 de octubre de 2010 en Wayback Machine..
- Datos: Q3058683